# Rasa de les Planes (Odèn)
La Rasa de les Planes és un torrent afluent per la dreta de la Rasa de la Presó que fa tot el seu cuts pel terme municipal d'Odèn. De direcció global cap a les 2 del rellotge, neix a 150 m. al nord-oest de Coll Pregon.

## Xarxa hidrogràfica
La seva xarxa hidrogràfica, que també transcorre íntegrament pel terme d'Odèn, està constituïda per sis cursos fluvials la longitud total dels quals suma 1.816 m.

### Afluents destacables
- La Rasa de la Serra